# Steel Meets Steel – Ten Years of Glory
Steel Meets Steel – Ten Years of Glory – album zawierający 25 utworów z repertuaru Hammerfall. Ukazał się on z okazji dziesiątej rocznicy istnienia zespołu. Znalazły się na nim także cztery nowe piosenki.

## Lista utworów

### CD 1
1. "The Abyss" – 2:14
2. "Last Man Standing" – 4:30
3. "Hammerfall V2.0.07" – 4:47
4. "The Dragon Lies Bleeding" – 4:23
5. "Steel Meets Steel" – 4:00
6. "Glory To The Brave" – 7:20
7. "Heeding the Call" – 4:31
8. "At the End of the Rainbow" – 4:06
9. "Legacy Of Kings" – 4:13
10. "Let The Hammer Fall (Live)" – 5:52
11. "Templars Of Steel" – 5:27
12. "Renegade" – 4:23
13. "Always Will Be" – 4:52
14. "Keep the Flame Burning" – 4:40
15. "Riders Of The Storm " – 4:34

### CD 2
1. "Hearts on Fire " – 3:51
2. "Crimson Thunder" – 5:05
3. "Hero's Return" – 5:21
4. "Blood Bound" – 3:48
5. "Secrets" – 6:06
6. "Fury Of the Wild" – 4:45
7. "Never Ever" – 4:07
8. "Threshold" – 4:45
9. "Natural High" – 4:15
10. "Dark Wings, Dark Words" – 5:03
11. "The Fire Burns Forever" – 3:22
12. "Restless Soul" – 5:29
13. "The Metal Age (Live)" – 4:25
14. "Stone Cold (Live)" – 7:00

## Twórcy
- Joacim Cans – śpiew (wszystkie utwory)
- Oscar Dronjak – gitara, śpiew (wszystkie utwory)
- Stefan Elmgren – gitara, śpiew (CD 1 utwory 1-3, 7-15; CD 2 wszystkie utwory)
- Fredrik Larsson – gitara basowa, śpiew (CD 1 utwory 1-6; CD 2 utwory 12,15)
- Anders Johansson – perkusja (CD 1 utwory 1-3, 10-15; CD 2 wszystkie utwory)
- Jesper Strömblad – perkusja (CD 1 utwory 4-6)
- Glenn Ljungström – gitara (CD 1 utwory 4-6)
- Patrik Räfling – perkusja (CD 1 utwory 7-9)
- Magnus Rosén – gitara basowa (CD 1 utwory 7-15; CD 2 utwory 1-11, 13-14)

## Pozycje na listach
| Lista  | Kraj    | Pozycja |
| ------ | ------- | ------- |
| Top 60 | Szwecja | 15      |